# Girolamo Riggio
Girolamo Riggio (... – Santa Lucia del Mela, 1589) è stato un presbitero italiano.
Nel 1585, Girolamo Riggio fu nominato da Papa Sisto V come Prelato di Santa Lucia del Mela. Serve come Prelato di Santa Lucia del Mela fino alla sua morte nel 1589.